# Artigues (Ariège)
Artigues es un pequeño pueblo y comuna francesa, situada en el departamento del Ariège en la región de Mediodía-Pirineos.
A sus habitantes se les conoce por el gentilicio Artigois.

## Demografía
| 67 | 60 | 50 | 29 | 21 | 38 |
| Para los censos de 1962 a 1999 la población legal corresponde a la población sin duplicidades (Fuente: INSEE [Consultar]) |    |    |    |    |    |